# New York Killer – Die Kunst des Tötens
Der Thriller New York Killer – Die Kunst des Tötens wurde unter Regie von Mark Malone mit Anthony LaPaglia und Mimi Rogers gedreht.

## Handlung
Mick gilt als einer der besten Killer in New York. Er erledigte bereits einige Aufträge für George, der ihm eines Tages als zusätzliche Prämie Dienste einer Masseurin finanziert.
George beauftragt Mick mit der Tötung von Fiona, die über eine Million Dollar Schulden hat.
Mick lernt Fiona kennen, die ihn zu erwarten scheint. Er verliebt sich in sie. Aus diesem Grund beschließt er, sein Leben zu verändern.

## Kritiken
James Berardinelli schrieb, dass die Handlung zwar „durchdacht“ sei und „nachdenklich“ stimme, aber die Dialoge „trivial“ seien. Anthony LaPaglia könne das Publikum nicht überzeugen, sein Leben habe sich geändert. Berardinelli lobte Mimi Rogers und Matt Craven. Der Kritiker vermutete, die Mischung diverser Genres wäre zu ehrgeizig.
Hal Hinson schrieb in der Washington Post (20. Mai 1995), der Film sei „unterhaltsamer, als er Recht dazu habe“. Er sei „nihilistisch“ und zeige es offen. Anthony LaPaglia spiele „überraschend“ gut, aber Mimi Rogers würde den Film tragen.

## Sonstiges
Der in Vancouver gedrehte Thriller spielte in den US-Kinos $377.108 ein. Seine Premiere war am 14. September 1994 auf dem Toronto Film Festival.